# Estación de Minaya
Minaya es una estación ferroviaria situada en el municipio español homónimo en la provincia de Albacete, comunidad autónoma de Castilla-La Mancha. Dispone de servicios de Media Distancia operados por Renfe.

## Situación ferroviaria
Se encuentra en el punto kilométrico 226,1 de la línea férrea de ancho ibérico Madrid-Valencia a 718,15 metros de altitud, entre las estaciones de Villarrobledo y de La Roda.
El tramo es de via doble y está electrificado.

## Historia
La estación fue inaugurada el 18 de marzo de 1855 con la apertura del tramo Alcázar de San Juan-Albacete de la línea férrea entre Madrid y Almansa que prolongaba el trazado original entre Madrid y Aranjuez y que tenía por objetivo final llegar a Alicante. Fue construida por parte de la Compañía del Camino de Hierro de Madrid a Aranjuez que tenía a José de Salamanca como su principal impulsor. El 1 de julio de 1856 José de Salamanca, que se había unido con la familia Rothschild y con la compañía du Chemin de Fer du Grand Central obtuvieron la concesión de la línea Madrid-Zaragoza que unida a la concesión entre Madrid y Alicante daría lugar al nacimiento de la Compañía de los Ferrocarriles de Madrid a Zaragoza y Alicante o MZA. En 1941 la nacionalización de ferrocarril en España supuso la integración de MZA en la recién creada RENFE.
Desde el 31 de diciembre de 2004 Renfe Operadora explota la línea mientras que Adif es la titular de las instalaciones ferroviarias.

## La estación
Se sitúa la suroeste del núcleo urbano. Sigue el peculiar estilo de la estación de Río Záncara. El edificio de viajeros es una construcción de base rectangular, de dos plantas con muros fragmentados de ladrillo y revestidos de piedra. Incluye también elementos de cerámica. Posee dos vías principales y una vía derivada a las que dan acceso un andén lateral y otro central. Los cambios de vía se realizan a nivel. 
Así mismo, un ramal que parte del recinto de la estación enlaza con el cercano silo de Minaya. 

## Servicios ferroviarios

### Media Distancia
Renfe ofrece servicios de Media Distancia gracias a trenes Regional Exprés en el siguiente trayecto:
| Línea Regional Exprés | Trenes          | Origen/Destino      |  | Destino/Origen |
| --------------------- | --------------- | ------------------- |  | -------------- |
| 46                    | Regional Exprés | Alcázar de San Juan |  | Valencia-Norte |